# Efimova (krater)
Efimova är en nedslagskrater på planeten Venus. Efimova har fått sitt namn efter dockspelaren Nina Simonovitj-Jefimova.
Kratern har en diameter på ungefär 26 km.